# 楊虎
楊 虎（よう こ、1889年 - 1966年3月）は、中華民国・中華人民共和国の軍人・政治家。字は嘯天。

## 事跡

### 孫文側近の軍人
南京将弁学堂を卒業し、中国同盟会に加入した。辛亥革命の際には、南京攻略戦に参加している。1913年（民国2年）の第二革命（二次革命）に際しては黄興の参謀を務めたが、敗北して日本に亡命している。このとき、孫文（孫中山）の秘書を務めた。
1915年（民国4年）、袁世凱が皇帝を自称すると、楊虎は急遽帰国してこれに与し、江蘇軍総司令、海軍陸戦隊司令兼海軍総司令代理として抜擢された。しかし12月4日に、楊は軍艦「肇和」を率いて反袁蜂起を決行した。そのため、当初の袁への服属は偽装であったと見られる。同月末に護国戦争が本格的に勃発した後、翌1916年（民国5年）には護国軍の長江下遊司令に任ぜられ、陳其美とともに江陰砲台などを攻撃したが、これは失敗に終わった。
1917年（民国6年）、孫文が護法運動を開始したため、楊虎も広州でこれに加わり、護法軍政府軍事委員に任ぜられた。翌年3月、護法軍政府参軍処参軍に任ぜられ、後に鄂軍総司令に転じた。1922年（民国11年）、広州非常大総統府参軍となり、同年に陳炯明が孫への兵変を起こした際には、楊が孫を警護している。翌1923年（民国12年）4月以降、大本営海軍特派員、大本営参事、大本営海軍処処長を歴任し、海軍の事務を処理した。1924年（民国13年）には北伐討賊軍第2軍第1師師長に任ぜられている。

### 清党工作と上海防衛
孫文死後、楊虎は蔣介石への接近を図り、1926年（民国15年）に江西で国民革命軍特務処処長に任ぜられる。楊は清党（中国共産党粛清）工作を一手に引き受け、「人を殺すこと麻の如く、人の恐るること虎の如し」と評されたという。後に安徽省政府委員も務めた。1927年（民国16年）に蔣が上海クーデター（四・一二政変）を起こすと、楊はこれに参与し、上海警備司令に任ぜられている。このときの楊の清党工作は、陳群と共にその殺戮ぶりで恐れられ、またこの時の功績で、蔣と義兄弟の盟を交わしたとされる。
1928年（民国17年）10月、楊虎は国民政府参軍処参軍に任ぜられる。しかしこの頃から、楊は過去の自己の功績を大いに吹聴したため、蔣介石から疎んじられることになった。1931年（民国20年）11月、楊は中国国民党第4期中央監察委員にしか任ぜられ、翌月、党部中央組織委員となる。しかし、執行委員どころか執行委員候補にすらなれなかったのであり、それまでの楊の経歴から考えれば冷遇とすら言える地位であった。結局、後の第5期、第6期でも、楊は中央監察委員に留まっており、楊は蔣に不満を抱いたとされる。
翌1932年（民国21年）に第1次上海事変が勃発すると、楊は上海保安処処長に任ぜられた。1936年（民国25年）1月、陸軍少将銜を授与され、同年4月には呉鉄城の後任として淞滬警備司令となる。第二次上海事変に際しては竜華を守備し、味方の戦線崩壊後もなお善く抵抗したとされた。戦後の1946年（民国35年）7月に陸軍中将に任ぜられ、11月には制憲国民大会代表に選出されている。1948年（民国37年）2月には、監察院監察委員に任ぜられた。

### 中華人民共和国での失脚
1949年に入ると、楊虎は完全に共産党への協力姿勢を示すようになった。同年4月には、南京を守備していた旧部下と連絡を取り、中国民主同盟（民盟）主席の張瀾と副主席の羅隆基を救出している。10月1日の中華人民共和国建国式典にも楊は出席し、中央人民政府政務院（後の国務院）顧問に任ぜられた。
ところが楊虎はこの地位に満足できず、中国人民政治協商会議全国委員会委員になりたがったとされる。そして不満を抱いた末に、蔣介石や重光葵宛に密書を送って大陸反攻を唆そうとした。密書は発送前に当局に発見され、楊は逮捕される。1958年から裁判にかけられ、最終的に執行猶予2年ながらも死刑判決を受けてしまった。
その後、楊虎は病が重篤であったために医療を付されたが、1966年3月、北京市の復興医院にて病没した。享年78。

## 注
1. 1 2  『最新支那要人伝』199頁。
2. 1 2 3  華生米「殺人狂楊虎：先叛蔣介石後叛毛沢東」。
3. ↑  劉国銘主編『中国国民党百年人物全書』951頁は、同年に北平で死去した、と記述しているが、これは明らかに誤りである。